# Lintjärnen (Bygdeå socken, Västerbotten)
Lintjärnen är en sjö i Robertsfors kommun i Västerbotten och ingår i Rickleåns huvudavrinningsområde.